# Cittadella di Herat
La cittadella di Herat (in pashtu  سکندرۍ کلا ‎; in dari ارگ هرات; detta anche Arg) è ritenuta essere l'edificio più antico della città afghana di Herat.
La struttura si trova all'interno delle antiche mura cittadine e aveva un proprio sistema di fortificazioni con 4 entrate, ognuna delle quali era posta di fronte a una porta della città. Dal XIV secolo è nota come Qalʿa-ye Eḵtiār-al-Din, in onore dell'omonimo condottiero kartide. La sua area si estendeva per 18 x 42 m su un terrazzo rialzato.

## Storia
Si ritiene che la cittadella sorga sulle fondamenta di un forte costruito per volere di Alessandro Magno. Il complesso odierno venne edificato durante il regno di Shah Rukh nel 1415, dopo che Tamerlano aveva distrutto quel poco che era stato lasciato da Gengis Khan. Il complesso subì ingenti danni nel corso dei secoli, dovuti ai diversi saccheggiamenti perpetrati dai vari conquistatori e dai furti delle preziose travi del tetto e dei mattoni cotti da parte della popolazione locale.
Nel 1953 il comandante dell'esercito di Herat ne ordinò la completa distruzione ai fini di dislocare la sua sede operativa nella periferia cittadina. Tuttavia, la struttura restò indenne grazie al tempestivo intervento del re Mohammed Zahir Shah, e negli anni '70 venne inaugurato un profondo processo di restauro che venne completato appena due mesi prima dell'invasione sovietica dell'Afghanistan.
La cittadella ha continuato a svolgere le funzioni di sede di potere, presidio militare e prigione fino al 2005, quando il Ministero del Turismo afghano lo ha reso un sito di interesse permettendone l'accesso ai visitatori stranieri.

## Descrizione
La cittadella è costruita su un tumulo artificiale e si estende per 250 metri da est a ovest. Le sue 18 torri si ergono a oltre 30 metri sopra il livello stradale, con mura spesse 2 metri. Un tempo un fossato completava le difese sino al 2003, quando si è deciso di realizzare un parco pubblico al suo posto.
In passato la facciata esterna presentava un'incisione cufica di una poesia che esaltava la grandezza della struttura: "Che non sia mai alterato dai tremori del tempo che la circonda". Gran parte di queste piastrelle sono andate perdute, ad eccezione di una piccola parte sita sulle mura esposte a nordovest che viene chiamata Torre timuride.
L'ingresso principale si trova a ovest e porta al recinto inferiore della struttura. Nel recinto superiore invece si trova la parte più fortificata dell'edificio e e dispone di pozzi propri, utilizzati per consentire ai difensori di resistere agli assedi. A sinistra del cortile principale c'è un piccolo hammam con pareti dipinte con motivi floreali e faunistici (pavoni). La cinta muraria è sormontata da merli dai quali è possibile scorgere i minareti del Complesso Musalla e gli ultimi resti delle antiche mura cittadine.

## Descrizione di Robert Byron
La cittadella di Herat è descritta da Robert Byron nel diario di viggio La via per l'Oxiana: 
(Robert Byron, La via per l'Oxiana)